# Pro Armenia
Pro Armenia est un journal français fondé en 1900 par Pierre Quillard (1864-1912), publié jusqu'en 1914 et fer de lance du mouvement arménophile. Entre décembre 1912 et novembre 1913, le journal est remplacé par Pour les Peuples d'Orient, Organe des Revendications Arméniennes.

## Historique

### Genèse: massacres hamidiens et naissance du mouvement arménophile
Pierre Quillard est le personnage clé derrière Pro Armenia. En 1893, il s'installe à Constantinople pour donner des cours de latin et de français au collège des Arméniens catholiques de Péra (en turc Beyoğlu), ainsi que des cours de philosophie et d'histoire des littératures à l’École centrale de Galata (fondée par le patriarche arménien de Constantinople Nersès Varjapétian). Pendant son séjour, qui dure jusqu'en 1896, il rencontre de nombreux Arméniens, dont le poète et intellectuel arménien Archag Tchobanian en 1894. Mais il est aussi et surtout témoin oculaire des massacres hamidiens (1894-1896), évènements qu'il relate dans la Revue de Paris dans un article du 1er septembre 1895 sous le pseudonyme Maurice Le Veyre,. Il devient à partir de là un arménophile fervent, multipliant les ouvrages et articles sur la situation des Arméniens ottomans.
Les échos des persécutions ottomanes exercées à l’encontre des populations arméniennes de l'Empire ottoman parviennent jusqu'en Europe. Les Arméniens tentent d'alerter les Européens, notamment la jeune Fédération révolutionnaire arménienne (créée en 1890) qui est membre observateur du IVe Congrès de la IIe Internationale en 1896 et qui est à l'origine de la prise de la Banque ottomane de Constantinople le 26 août de la même année, véritable opération de « terrorisme publicitaire ». La FRA envoie aussi une délégation en Europe, composée notamment de Christapor Mikaelian et Jean-Loris Mélikov (neveu de Mikhaïl Loris-Melikov), qui rencontrent Pierre Quillard.
L'écho des massacres parvient, notamment grâce à Pierre Quillard, en France, où un mouvement de protestation arménophile voit le jour et prend progressivement de l'ampleur. Le 3 novembre 1896, suivant les interventions des députés Denys Cochin, Albert de Mun, Jules Delafosse et Gustave-Adolphe Hubbard, Jean Jaurès fait un discours remarqué à la Chambre des députés, interpellant le gouvernement français, en particulier le ministre des Affaires étrangères Gabriel Hanotaux, au sujet des massacres,.
Archag Tchobanian, installé en France après son départ de Constantinople en décembre 1895, est l'artisan principal de la constitution et de l'organisation du mouvement arménophile français. Ainsi, il fonde en 1897 avec Alphonse Daudet, Émile Zola et Pierre Quillard le Comité pro-arménien.

### Création
Le journal Pro Armenia est fondé et publie son premier numéro le 25 novembre 1900. Dans ce numéro, les arménophiles exposent leurs revendications :

« Les grands massacres de 1894, 1895, 1896, exécutés par les ordres du sultan Abdul-Hamid et qui firent plus de trois cent mille victimes, commencent à peine à être connus en Europe dans tous leurs détails ; et si récents, ils seraient déjà oubliés et relégués au rang des catastrophes historiques, si l'on voulait suivre les conseils des diplomates à courte mémoire.
Cependant, depuis lors, l'extermination méthodique de la race arménienne se poursuit par des moyens plus lents, mais aussi sûrs ; et en présence de l'universelle lâcheté, l'auteur des premiers crimes médite de parfaire son œuvre et de déchaîner à nouveau en Anatolie l'assassinat, le pillage, le viol et l'incendie.
Avec le concours d'illustres collaborateurs français et étrangers, nous dénoncerons les atrocités commises et nous rappellerons à l'Europe, sans nous lasser, qu'elle a de par les traités des droits à exercer contre le Grand Assassin, des devoirs à remplir envers les victimes de sa folie.
Il ne s'agit point ici de réveiller l'esprit de croisade ni d'exciter à la haine de l'une des races ou des religions qui vivent ou sont professées sur le territoire ottoman.
Mais si nous sommes prêts à divulguer tous les attentats du sultan contre chacun des peuples que la mauvaise fortune fit ses sujets, nous nous attacherons plus spécialement aux souffrances arméniennes parce qu'elles excèdent infiniment toutes les autres ; parce que c'est, pour une race entre toutes intelligente et apte à recevoir la civilisation occidentale, une question de vie ou de mort immédiate ; parce que, pratiquement, l'Europe est armée, par le traité de Berlin, pour mettre fin à ces horreurs et préparer ainsi la régénération de la Turquie toute entière. »

Le journal est un bimensuel d'une dizaine de pages, sobres dans leur présentation, avec des clichés et des rubriques régulières.

### Ambitions et modes d'action
Un des défis du journal est de vaincre l'arménophobie reposant sur les stéréotypes de l'antisémitisme que l'on peut alors trouver en Europe. Comme le note Agnès Varhamian, « Outre une meilleure connaissance des Arméniens, le journal vise à créer une tribune de l'arménophilie » et à « résoudre la Question arménienne par l'intervention de l'Europe ».
La stratégie du journal repose sur le recours à des intellectuels : Pierre Quillard parvient ainsi à convaincre et faire inscrire dans le comité de rédaction Jean Jaurès, Georges Clemenceau, Anatole France, Francis de Pressensé, Eugène de Roberty ou encore Jean Longuet. Pierre Quillard utilise aussi une rhétorique qui s'appuie sur « le sensationnel et la détresse » pour faire réagir l'opinion publique.
Pro Armenia cherche à brasser large, n'imposant pas à ses collaborateurs un programme précis, et rassemblant donc des socialistes, des radicaux, des conservateurs ou encore des religieux.

## Succession:La voix de l’Arménie
Après la disparition de Pro Armenia et après la guerre, le mouvement arménophile français se dote d'un nouveau périodique, La voix de l’Arménie, revue bimensuelle éditée à Paris à partir du 1er janvier 1918 et ce jusqu’en 1919. Cette revue continue de porter les revendications des Arméniens, posant en France la question de la survie du peuple arménien et la dénonciation de son extermination programmée lors du génocide.
Dirigée par René Pinon, La voix de l’Arménie est soutenue par Clemenceau, Anatole France, Antoine Meillet, Denys Cochin puis Paul Doumer et Émile Doumergue, Frédéric Macler, Camille Mauclair, Jacques de Morgan, Salomon Reinach et bien d’autres, qui forment le comité de patronage de la revue.